# Uzeta
Uzeta è il protagonista di una leggenda di Catania inventata agli inizi del Novecento dal giornalista Giuseppe Malfa e immortalata in uno dei lampioni di piazza Università dagli scultori Mimì Maria Lazzaro e Domenico Tudisco.
La storia narra di questo ragazzo di umili origini che riuscì a diventare cavaliere sotto Federico II per la sua bravura. Quando gli venne chiesto di combattere contro gli Ursini, dei giganti saraceni, accettò e vinse. Dal nome dei giganti sarebbe derivato, secondo la leggenda, quello del Castello al centro del capoluogo etneo. Le vere origini del nome sono da attribuirsi all'espressione latina "castrum sinus", cioè "castello del golfo".
Uzeta, eroe dell'Opera dei Pupi e protagonista dell'omonima storia, nasce nel 1900 dalla fantasia del famoso puparo don Raffaele Trombetta, che volle regalare al suo pubblico un "paladino" catanese. 
Figlio di un povero tessitore della via Naumachia, Uzeta, da semplice palafreniere, dopo esser stato corsaro e dopo aver salvato Catania dagli Algerini, Roma dai Berberi, Vienna dai Tartari, diventerà Principe del Simeto, Gonfaloniere della Chiesa, Arciduca di Vienna e Cavaliere della Legion d'Onore.
Il paladino di Catania indossa una magnifica  armatura listata di nero con l'insegna dell'Elefante ('u Liotru).  Personaggio amatissimo dal pubblico dell'Opira, le sue avventure sono rappresentate dalla Marionettistica dei fratelli Napoli, pupari in Catania dal 1921.